# 미니SD 카드

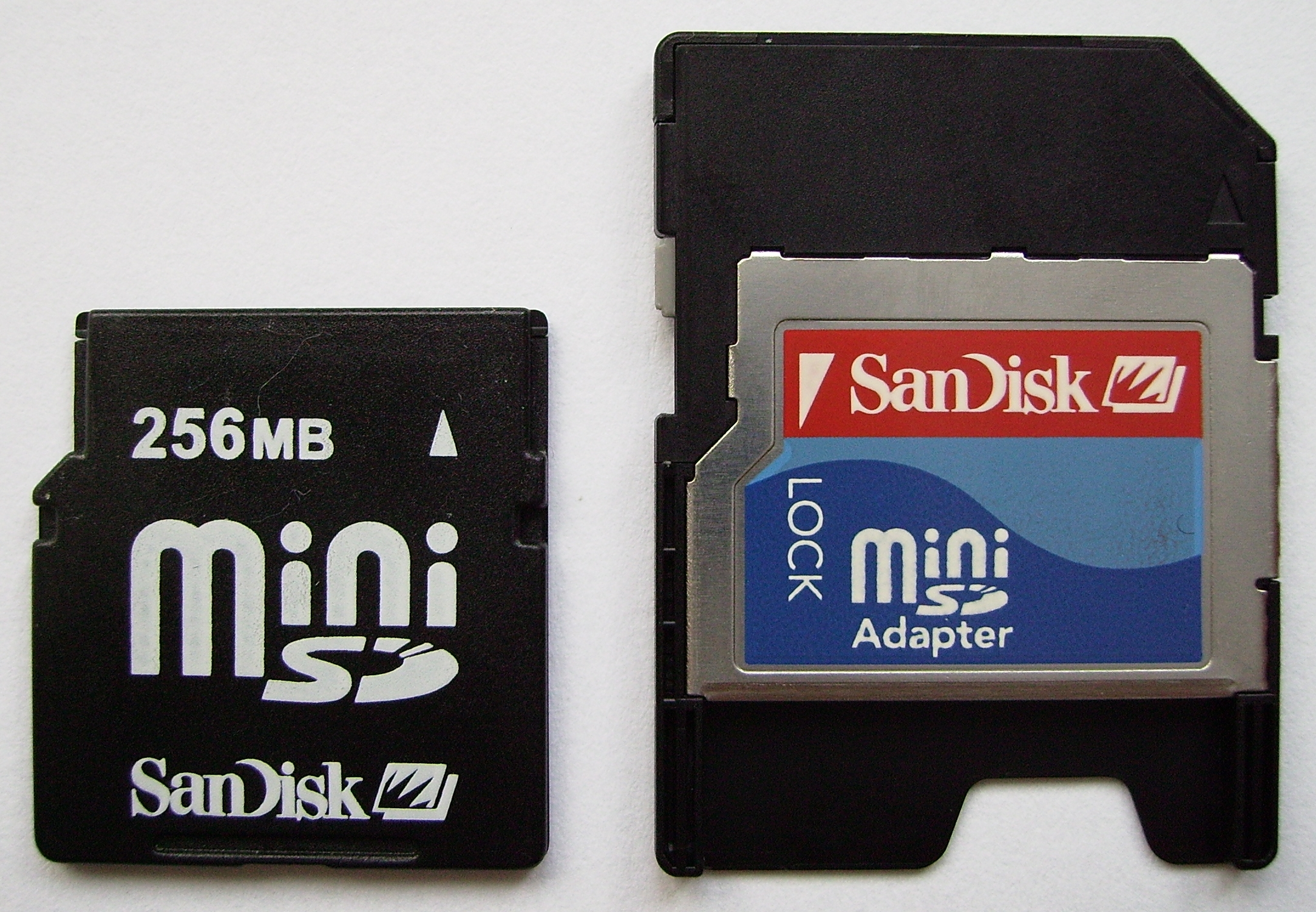
미니SD 카드 어댑터

미니SD 카드는 휴대 전화, 디지털 카메라, MP3 플레이어와 다른 대상의 제품에 사용되도록 고안된 이동식, 휴대용 메모리 장치이다.
샌디스크사가 세빗 2003에 처음 소개한 미니SD는 작은 폼 팩터에서 메모리 스틱 듀오와 xD 픽처 카드에 참여하였다.
미니SD는 2003년에 SD 협회에 SD 카드 표준의 초소형 폼 팩터 확장으로 채택되었다. 새로운 카드들이 특히 휴대 전화에 쓰이도록 고안되는 반면, 이러한 것들은 표준 SD 메모리 카드 슬롯에 장착되는 모든 장치와 호환될 수 있도록 하는 미니SD 어댑터에 포함된다.
미니SD 카드는 여러 개의 다른 제조업체에 의해 만들어지며 다른 제품 이름으로 출시된다. 호환성에는 큰 문제가 없다.
미니SD 카드는 다른 조그마한 SD 파생 제품인 마이크로SD 카드와 혼동하기 쉽다. 마이크로SD 카드는 미니SD 장치에서 어댑터를 이용하여 사용될 수 있지만, 미니SD 카드는 마이크로SD 장치에서 사용할 수 없다.

## 규격
|                | SD 메모리 카드 | 미니SD 카드 | 마이크로SD 카드 |
| 너비           | 24 mm          | 20 mm       | 11 mm           |
| 세로           | 32 mm          | 21.5 mm     | 15 mm           |
| 두께           | 2.1 mm         | 1.4 mm      | 1 mm            |
| 카드 부피      | 1,596 mm3      | 589 mm3     | 165 mm3         |
| 무게           | 거의 2 g       | 거의 1 g    | 거의 0.5 g      |
| 동작 전압      | 2.7 - 3.6 V    | 2.7 - 3.6 V | 2.7 - 3.6 V     |
| 쓰기 보호 변경 | 예             | 아니오      | 아니오          |
| 터미널 가드    | 예             | 아니오      | 아니오          |
| 핀 수          | 9 핀           | 11 핀       | 8 핀            |

## 같이 보기
- SD 카드 협회
- 마이크로SD
- SD 카드